# Vaginale Selbstuntersuchung
Vaginale Selbstuntersuchung, oder in der Sprache der 1970er Jahre Selbstuntersuchung des Unterleibes, bezeichnet eine von der Frauenbewegung seit den frühen 1970er Jahren vorgestellte Methode für Frauen, ihre inneren und äußeren Geschlechtsorgane mit Hilfe eines Spekulums kennenzulernen und diese unabhängig von ärztlichem Personal selbst zu untersuchen. Daneben gilt die vaginale Selbstuntersuchung als probates Element übender Sexualtherapie.

## Anwendung in der Gesundheitspädagogik

### Wurzeln

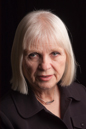
Carol Downer

Die vaginale Selbstuntersuchung wurde in Deutschland erstmals in den frühen 1970er Jahren von der Frauengesundheitsbewegung bekannt gemacht, deren programmatische Grundlagen in der gesellschaftlichen Auseinandersetzung um den § 218 StGB, also um das Recht auf Schwangerschaftsabbruch, liegen. Die vaginale Selbstuntersuchung wurde von US-amerikanischen Gesundheitsaktivistinnen im Kontext von Forschungen zu praktikablen frauenspezifischen Alternativen zum herkömmlichen Gesundheitssystem entwickelt. Carol Downer führte im April 1971 in Los Angeles erstmals eine Selbstuntersuchung öffentlich vor. Downer führte die Methode gemeinsam mit Debbie Law auch in Deutschland ein, indem sie sie 1973 im Frauenzentrum Westberlin vorstellten. In der Folge entstanden, ausgehend von Berlin bis in Kleinstädte Westdeutschlands, vielfach Selbsthilfegruppen, in denen Frauen mit diesem Verfahren gemeinsam ihre Körper entdeckten. Diese Entwicklung löste in der Öffentlichkeit Misstrauen aus. So wandte sich eine damalige Politikerin in Form eines offenen Briefs nach außen und warnte, dass aus dem Treiben dieser Frauen „große Gefahren für Leib und Seele entstehen können“.
Die Bedeutung der Selbstuntersuchung lag für die Frauen nicht nur in einem besseren Wissen über ihren Körper, sondern auch in einem Akt der Rückeroberung des eigenen Körpers, der erogenen Zonen, die im Kontext von Sozialisation auch als „verbotene Zonen“ begriffen worden waren und deren Zugang zu diesem Zeitpunkt Ehemännern und männlichen Experten vorbehalten war. Die vaginale Selbstuntersuchung wird von Petra Kolip als wichtiger Mosaikstein der nachfolgenden Kulturrevolution gesehen, in deren Verlauf die Rolle der Frau und die damals vorherrschenden Moralvorstellungen grundlegend verändert wurden. Organisatorisch war und ist die Vermittlung der vaginalen Selbstuntersuchung weitgehend in Frauengesundheitszentren und ihnen nahestehenden Institutionen angesiedelt.

### Methode
Für die Untersuchung der eigenen Vagina werden ein Spekulum, ein Spiegel mit Ständer und eine Taschenlampe benötigt. Um die Vaginalwände klar beobachten zu können, sollte das Spekulum aus durchsichtigem Hartplastik bestehen. Das geschlossene Spekulum wird entweder mit dem Griff nach oben oder seitwärts gerichtet in die Vagina eingeführt. Durch langsames Zusammendrücken der Griffe kann das Spekulum zu etwa einem Drittel geöffnet werden. Ein Hebel ermöglicht die Feststellung des Spekulums in dieser Öffnungsposition. Mit Taschenlampe und Spiegel kann nun die eigentliche Untersuchung individuell erfolgen. Die vaginale Selbstuntersuchung macht insbesondere die Beschaffenheit und Schleimabsonderungen der Vaginalwände, des Gebärmutterhalses und des Muttermundes und deren Veränderung – auch unter Berücksichtigung des Monatszyklus – der direkten Beobachtung der Frau zugänglich.

### Ziele
Die vaginale Selbstuntersuchung im Bereich der Gesundheitspädagogik orientiert sich am Prinzip der Selbsthilfe.
Die Untersuchung der eigenen Vagina soll es Frauen ermöglichen, einen erweiterten Körperbezug zu entwickeln und sich in ihrer Körperlichkeit individuell anzunehmen. Durch die regelmäßige Untersuchung des Schleims, der sich bei jeder Untersuchung im Spekulum sammelt, können Veränderungen erkannt und ggf. ärztlich geklärt werden. Die eigenen Beobachtungen können ins ärztliche Gespräch eingebracht werden, was tendenziell zu mehr Kompetenz und Sicherheit im Umgang mit gesundheitsrelevanten Personen und Institutionen beiträgt. Die Zyklusbeobachtung soll Sicherheit im Verhältnis zum Körper und dessen Abläufen vermitteln.

## Anwendung in der Sexualtherapie

### Indikation
Die vaginale Selbstuntersuchung, bisweilen im sexualtherapeutischen Kontext auch Selbstexploration genannt, gilt als wichtiges Element der übenden Sexualtherapie im Zusammenhang mit der Behandlung von Vaginismus. Sie wird hier schrittweise gemeinsam mit einer Modifikation der Beckenbodenübungen nach Kegel eingesetzt.

### Methode
Die Klientin erhält die Anleitung, unbeobachtet in angenehmer Atmosphäre die eigenen äußeren Genitalien mit ihren eigenen Händen und Fingern zu erforschen. Das konzentrierte, forschende Tasten erogener Zonen soll die Wahrnehmung auf dadurch ausgelöste körperliche Reaktionen wie Veränderung der Atemfrequenz oder Spannungsänderung im Beckenboden lenken. In einem zweiten Schritt erfolgt mit den Fingern eine Erforschung der inneren Genitalien mit der Übungsanleitung, dabei bewusst Spannungs- und Entspannungszustände des Beckenbodens auszulösen. Dabei soll die Klientin ihre Wahrnehmung abwechselnd auf die Finger und auf die Vagina richten. Diese Übungen werden teilweise ergänzt durch vaginale Selbstuntersuchungen mittels eines Spiegels und Kegelübungen, um die Kontrolle der Frau über die eigenen zirkumvaginalen Muskeln zu fördern und die Fähigkeit, diese bewusst zu entspannen, auszubauen.

### Ziele
Das Ziel dieser Übung besteht nicht nur im Begreifen der Vagina und deren Inbesitznahme durch Berührung, sondern auch in der Förderung der aktiven Steuerungsfähigkeit über die Muskulatur des Beckenbodens und den funktionellen Verschluss und die Öffnung des Scheideneingangs. Die Compliance der Klientin bei dieser Übung gilt als wichtiges Kriterium für den Erfolg einer sich eventuell anschließenden Paarbehandlung. Laut einer gemeinsamen Studie des Medical Centers der Universität Leiden und des Maastrichter Universitätskrankenhauses von 2006 habe sich durch die vaginale Selbstuntersuchung der Vaginismus bei 87 Prozent der Patientinnen innerhalb von drei Monaten ganz oder größtenteils eingestellt.